# Mistrzostwa Świata w Strzelaniu do Ruchomej Tarczy 1979
Mistrzostwa Świata w Strzelaniu do Ruchomej Tarczy 1979 – drugie mistrzostwa świata w strzelaniu wyłącznie do ruchomych tarcz, które rozegrano w austriackim Linzu. 
Przeprowadzono wówczas tylko cztery konkurencje dla mężczyzn. W klasyfikacji medalowej zwyciężyli reprezentanci Związku Radzieckiego, a najwięcej medali zdobyli węgierscy sportowcy.

## Klasyfikacja medalowa
| Pozycja | Kraj      | Złoto | Srebro | Brąz | Łącznie |
| ------- | --------- | ----- | ------ | ---- | ------- |
| 1       | ZSRR      | 2     | 1      | 1    | 4       |
| 2       | Węgry     | 1     | 3      | 1    | 5       |
| 3       | Finlandia | 1     | 0      | 1    | 2       |
| 4       | Szwecja   | 0     | 0      | 1    | 1       |

## Wyniki
| Konkurencja                         | Złoto                                                                         | Wynik     | Srebro                                                                  | Wynik     | Brąz                                                                             | Wynik     |
| Ruchoma tarcza, 50 m                | Tibor Bodnár                                                                  | 579 pkt.  | András Doleschall                                                       | 577 pkt.  | Juha Rannikko                                                                    | 575 pkt.  |
| Ruchoma tarcza, 50 m, drużynowo     | Finlandia · Martti Eskelinen · Jorma Lievonen · Juha Rannikko · Matti Sättari | 1534 pkt. | Węgry · Tibor Bodnár · András Doleschall · Gyula Szabó · János Szekeres | 1533 pkt. | ZSRR · Aleksandr Gorodiankin · Alaksandr Hazau · Mati Jigi · Aleksandr Kiediarow | 1526 pkt. |
| Ruchoma tarcza, 50 m mix            | Alaksandr Hazau                                                               | 387 pkt.  | Igor Sokołow                                                            | 386 pkt.  | Gyula Szabó                                                                      | 385 pkt.  |
| Ruchoma tarcza, 50 m, drużynowo mix | ZSRR · Alaksandr Hazau · Mati Jigi · Aleksandr Kiediarow · Igor Sokołow       | 1533 pkt. | Węgry · Tibor Bodnár · András Doleschall · Gyula Szabó · János Szekeres | 1514 pkt. | Szwecja · Lars Ivarsson · Harry Johansson II · Karl Karlsson · Martin Nordfors   | 1508 pkt. |